# Cédric Burtin
Pour les articles homonymes, voir Burtin.
Cédric Burtin, né le 3 septembre 1981 au Creusot est un chef cuisinier français, doublement étoilé au guide Michelin depuis 2023 pour son restaurant gastronomique L'Amaryllis situé à Saint-Rémy en Saône-et-Loire.  
Il dirige également plusieurs brasseries, à Chalon-sur-Saône, Mâcon et Montceau-les-Mines.

## Biographie
Cédric Burtin naît le 3 septembre 1981 au Creusot et grandit dans la commune de Mary. Son père est éleveur de charolaises et il a une sœur aînée de 2 ans et demi de plus que lui,. 
Ses parents comprennent vite son intérêt pour la cuisine et l'encouragent dans cette voie. Il débute sa formation à l'âge de 15 ans dans l’Hôtel-restaurant de la Poste de Charolles, tenu par le chef cuisinier Daniel Doucet, qui devient son maître d'apprentissage,. Il poursuit ensuite sa formation en région Auvergne-Rhône-Alpes, d'abord auprès du chef Pierre Orsi à Lyon de 18 à 20 ans, puis dans d'autres maisons prestigieuses comme Paul Bocuse à Collonges-au-Mont-d'Or, La Pyramide à Vienne, Guy Lassausaie à Chasselay ou encore La Rotonde à Charbonnières-les-Bains,,.  
En 2005, il revient dans sa région natale et ouvre à 23 ans son premier restaurant, L'Amaryllis, situé à Sennecey-le-Grand. Le 6 mars 2008, jour de la naissance de son deuxième fils Axel, il décroche sa première étoile au guide Michelin,.
Après l'obtention de cette première étoile, il rachète en 2010 le  Moulin de Martorey à Saint-Rémy et y installe son restaurant  L'Amaryllis,. Il ouvre par la suite plusieurs brasseries dont une première, L'ABC, à Chalon-sur-Saône entre 2016–2019, une deuxième à Mâcon en 2018 et une troisième à Montceau-les-Mines en 2019.  
Le 6 mars 2023, il se voit attribuer une deuxième étoile au guide Michelin pour son restaurant L'Amaryllis, une consécration et une confirmation, quinze ans après avoir obtenu sa première étoile,,.
D'après Le Monde, son restaurant L'Amaryllis met à l'honneur les produits locaux « avec une signature contemporaine sur la Bourgogne ». Fin 2024, le restaurant change de nom pour s'appeler « Cédric Burtin ».